# Gabriel Popescu
Gabriel Popescu (n. 25 decembrie 1973 în Craiova) este un fost fotbalist român, care a jucat pentru Echipa națională de fotbal a României la Campionatul Mondial de Fotbal din 1998.